# Британские и ирландские львы
Британские и ирландские львы (англ. British and Irish Lions; ранее Британские острова (англ. British Isles) и Британские львы (англ. British Lions)) — регбийная сборная, составляемая из игроков, представляющих Англию, Шотландию, Уэльс и Ирландию.

## История
1888-1909

Флаг Британских и ирландских львов

Самый ранний тур датируются 1888 годом, когда отряд из 21 человек посетил Австралию и Новую Зеландию. В состав команды вошли игроки из Англии, Шотландии и Уэльса, хотя преобладали англичане. Тур из 35 матчей по двум принимающим странам не включал тестов, но команда играла с провинциальными, городскими и академическими командами, выиграв 27 матчей. Они сыграли 19 игр по австралийским правилам футбола против известных клубов Виктории и Южной Австралии, выиграв шесть и сыграв одну из них вничью.
Первый тур, хотя и не санкционированный органами регби, установил концепцию спортивных команд Северного полушария, путешествующих в Южное полушарие. Через три года после первого тура профсоюз Западной провинции пригласил представителей регби из Великобритании совершить поездку по Южной Африке. Некоторые считали команду 1891 года — первую санкционированную Футбольным союзом регби — сборной Англии, хотя другие называли её «Британскими островами». Всего они сыграли двадцать матчей, из них три контрольных. Команда также играла за региональный состав Южной Африки (Южная Африка не существовала как политическая единица в 1891 году), выиграв все три матча. Примечательным событием тура стало то, что гастрольная сторона вручила Кубок Карри западному Грикваленду, провинции, которая, по их мнению, показала лучшее выступление в туре.
Пять лет спустя сторона Британских островов вернулась в Южную Африку. Они сыграли один дополнительный матч в этом туре, в общей сложности сыграв 21 игру, включая четыре теста против Южной Африки, причем Британские острова выиграли три из них. Команда имела заметную ирландскую ориентацию: национальная сборная Ирландии предоставила шесть игроков в команду из 21 человека.
В 1899 году туристическая команда Британских островов вернулась в Австралию впервые после неофициального тура 1888 года. В состав команды из 23 человек впервые вошли игроки из каждой из своих стран. Команда снова участвовала в 21 матче, играя с командами штатов, а также с командами северного Квинсленда и Виктории. Против Австралии прошла серия из четырёх тестов, три из которых выиграли туристы. Команда вернулась через Гавайи и Канаду, играя в дополнительные игры по пути.
Четыре года спустя, в 1903 году, команда Британских островов вернулась в Южную Африку. Первое выступление команды оказалось разочаровывающим с точки зрения туристов: в первых трех матчах команда Западной провинции потерпела поражение в Кейптауне. С тех пор у команды были смешанные результаты, хотя побед было больше, чем поражений. Команда проиграла серию тестов Южной Африке, дважды сыграв вничью, но южноафриканцы выиграли решающий матч со счетом 8:0.
Не прошло и двенадцати месяцев, как в 1904 году команда Британских островов отправилась в Австралию и Новую Зеландию. Туристы разгромили австралийские команды, выиграв каждую игру. Австралия также проиграла гостям все три матча, даже застряв в двух из трех игр. Хотя новозеландский этап тура не занял много времени по сравнению с количеством австралийских игр, Британские острова испытали значительные трудности на Тасмане после обеления австралийцев. Команде удалось одержать две досрочные победы, прежде чем проиграть матч Новой Зеландии и выиграть ещё одну игру, а также сыграть вничью. Несмотря на трудности в Новой Зеландии, тур оказался очень успешным на Британских островах.
В 1908 году состоялось ещё одно турне по Австралии и Новой Зеландии. В отличие от предыдущей практики, планировщики выделили больше матчей в Новой Зеландии, а не в Австралии: возможно, на это решение повлияла сила новозеландских команд и тяжелые поражения всех австралийских команд в предыдущем туре.

## Сводная статистика

### По тестовым матчам
Обновленный после Тура 2017 года:
| Соперник       | Матчи | Победы | Поражения | Ничьи | Очки + | Очки - | Процент побед |
| -------------- | ----- | ------ | --------- | ----- | ------ | ------ | ------------- |
| Австралия      | 23    | 17     | 6         | 0     | 414    | 248    | 74            |
| Аргентина      | 7     | 6      | 0         | 1     | 236    | 31     | 86            |
| Новая Зеландия | 41    | 7      | 30        | 4     | 399    | 700    | 17            |
| ЮАР            | 46    | 17     | 23        | 6     | 470    | 546    | 37            |
| Всего          | 117   | 47     | 59        | 11    | 1,519  | 1,525  | 40            |

### По турам
| Соперник       | Туры | Победы | Поражения | Ничьи | Процент побед |
| -------------- | ---- | ------ | --------- | ----- | ------------- |
| Австралия      | 9    | 7      | 2         | 0     | 78 %          |
| Аргентина      | 3    | 3      | 0         | 0     | 100 %         |
| Новая Зеландия | 12   | 1      | 10        | 1     | 8 %           |
| ЮАР            | 13   | 4      | 8         | 1     | 31 %          |
| Всего          | 37   | 15     | 20        | 2     | 41 %          |

## Тестовые игры
| Соперник         | Матчи | Победы | Поражения | Ничьи |
| ---------------- | ----- | ------ | --------- | ----- |
| Австралия        | 23    | 17     | 6         | 0     |
| Аргентина        | 7     | 6      | 0         | 1     |
| Канада           | 1     | 1      | 0         | 0     |
| Шри-Ланка        | 1     | 1      | 0         | 0     |
| Восточная Африка | 2     | 2      | 0         | 0     |
| Фиджи            | 1     | 0      | 1         | 0     |
| Франция          | 1     | 1      | 0         | 0     |
| Новая Зеландия   | 41    | 7      | 30        | 4     |
| ЮАР              | 46    | 17     | 23        | 6     |
| Уэльс            | 1     | 1      | 0         | 0     |
| Всего            | 124   | 53     | 60        | 11    |